# 브렌다 리
브렌다 리(Brenda Lee, 1944년 12월 11일 ~ )는 미국의 가수이다. 로커빌리, 팝, 컨트리 음악을 불러 60년대만 47개 미국 차트 히트를 배출하였고 이것은 동년대에서 엘비스 프레슬리, 비틀즈, 레이 찰스 다음가는 4위에 해당되는 대기록이다. 60년의 히트 〈I'm Sorry〉와 크리스마스 스탠더드로까지 정착한 58년의 곡 〈Rockin' Around the Christmas Tree〉가 크게 유명하다.
145cm의 단신으로 1957년 12살 때 녹음한 곡 〈Dynamite〉를 따서 '리틀 미스 다이너마이트(Little Miss Dynamite)'로 별칭되었다. 1969년 〈Johnny One Time〉으로 오래간만에 차트에 곡을 진입시켰으니 빌보드 어덜트 컨템포러리 차트에서 3위, 빌보드 핫 100에서 41위의 기록이었다. 이 곡으로 리는 그래미상 베스트 팝 여성 보컬 부문에서 두 번째로 후보에 오르기까지 했다. 이후로는 자신의 음악적 근간이던 컨트리로 돌아가 70-80년대에 걸쳐 여러 히트곡을 냈다. 로큰롤, 컨트리 음악, 로커빌리 명예의 전당의 헌액자이며 그래미상 평생공로상을 수상했고, 현재는 테네시주 내슈빌에서 거주 중이다.